# Scottish Open 1999 (Badminton)
Die Scottish Open 1999 im Badminton fanden vom 25. bis zum 28. November 1999 in Edinburgh statt.

## Medaillengewinner
| Disziplin    | Gold                             | Silber                            | Bronze                         |
| ------------ | -------------------------------- | --------------------------------- | ------------------------------ |
| Herreneinzel | Pullela Gopichand                | Siddharth Jain                    | Kasper Ødum                    |
| Herreneinzel | Pullela Gopichand                | Siddharth Jain                    | Pontus Jäntti                  |
| Dameneinzel  | Takako Ida                       | Zeng Yaqiong                      | Sandra Dimbour                 |
| Dameneinzel  | Takako Ida                       | Zeng Yaqiong                      | B. R. Meenakshi                |
| Herrendoppel | Michael Lamp Jonas Rasmussen     | Russell Hogg Kenny Middlemiss     | Manuel Dubrulle Vincent Laigle |
| Herrendoppel | Michael Lamp Jonas Rasmussen     | Russell Hogg Kenny Middlemiss     | Alastair Gatt Craig Robertson  |
| Damendoppel  | Takae Masumo Chikako Nakayama    | Irina Ruslyakova Marina Yakusheva | Gail Emms Joanne Wright        |
| Damendoppel  | Takae Masumo Chikako Nakayama    | Irina Ruslyakova Marina Yakusheva | Han Jingna Zeng Yaqiong        |
| Mixed        | Kristian Langbak Britta Andersen | Peter Steffensen Lene Mørk        | Chris Rees Robyn Ashworth      |
| Mixed        | Kristian Langbak Britta Andersen | Peter Steffensen Lene Mørk        | Graham Henderson Sonya McGinn  |